# Pico de gallo
El pico de gallo es una salsa o ensalada típica de la gastronomía mexicana. Se trata de una de las preparaciones más clásicas de este país, y se encuentra en casi todas las regiones en multitud de variantes. Consiste en tomate y cebolla picados en brunoise. A menudo incluye también cilantro, orégano, queso panela, aguacate y/o jugo de lima (llamada «limón» en México). El chile puede ser jalapeño o serrano.
El pico de gallo normalmente no es un plato de por sí, sino un aderezo que sirve para acompañar a otros platillos como tacos, molletes, ensaladas, quesadillas, huevos estrellados, tortas, etc. También se puede comer solo con totopos, o bien se puede incluir en platos combinados como guarnición; lo más común es usarlo como salsa. Debido a que sus colores corresponden a los de la bandera de México, también se le conoce como salsa mexicana o salsa bandera, y los platos que acompaña se denominan «a la mexicana».

## Etimología
El origen del nombre «pico de gallo» no está claro y existen varias versiones, entre ellas:
En el Diccionario enciclopédico de la Gastronomía Mexicana, de Larousse Cocina, se asocia esta ensalada «a la comida con la cual se alimentan las aves de corral».
Según la escritora Sharon Tyler Herbst, se llama así porque originalmente la gente lo comía pellizcando porciones entre el pulgar y el índice.
En su libro Authentic Mexican: Regional Cooking from the Heart of Mexico, Rick Bayless y Deann Groen especulan que el nombre podría aludir a la apariencia similar a la comida para aves.
Otra explicación, surgida en el estado norteño de Sonora, dice que la salsa se llama así porque el chile serrano se asemeja a la forma de un pico de gallo.

## Variantes

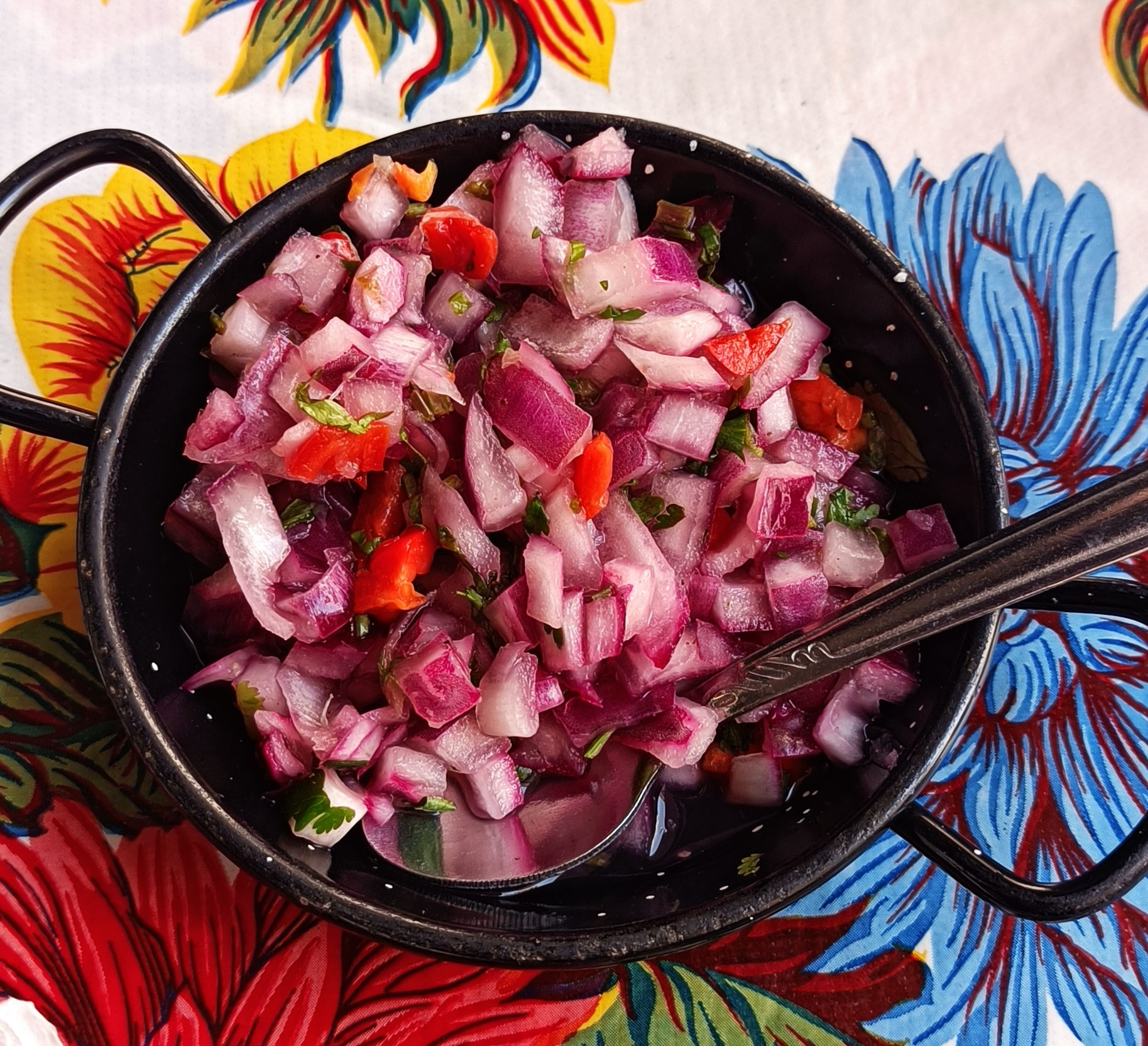
Pico de gallo tradicional.

Por extensión, cualquier mezcla de vegetales finamente picados se ha acabado denominado «pico de gallo».
- Pico de gallo salado: esta es la variedad más habitual, y que incluye jitomates (tomates rojos), cebolla, cilantro y chiles jalapeños; también puede incluir aguacates.

- Pico de gallo dulce: suele hacerse exclusivamente con fruta (jícama, mango, naranjas...) o bien mezclando frutas y verduras. Equivale a la macedonia o cóctel de frutas.[9]

- Pico de gallo de Uruapan: Se presenta picado o rebanado en cubos de 1 cm³ aproximadamente que por lo general incluye jícama, sandía, naranja, papaya y pepino aunque puede contener otras frutas de la temporada como mango, melón, guayaba, etc.[3] Comúnmente se ofrece con sal, limón y chile en polvo que a su vez hay de varios tipos. Se consume como botana.

- Pico de gallo de Yucatán se denomina x'nipek y se le agrega chile habanero y naranja agria.